# George Rawlinson
George Rawlinson (23 de novembre de 1812 - 6 d'octubre de 1902) fou un erudit, historiador i teòleg cristià britànic.

## Biografia
Rawlinson va néixer a Chadlington, Oxfordshire, fill d'Abram Tysack Rawlinson i germà petit del famós assiriòleg, Sir Henry Rawlinson. Es va formar a l'escola Ealing. Després de llicenciar-se a la Universitat d'Oxford (del Trinity College) el 1838, va ser elegit becari a l'Exeter College, Oxford, el 1840, del qual va ser becari i tutor del 1842 al 1846. Va ser ordenat el 1841, va ser comissari a Merton del 1846 al 1847, va ser professor de Bampton el 1859 i va ser professor d'història antiga Camden del 1861 al 1889.
En els seus primers dies a Oxford, Rawlinson va jugar a cricket a la Universitat, apareixent en cinc partits entre 1836 i 1839 que des de llavors es considera que eren de primera categoria.
El 1872 va ser nomenat canonge de Canterbury i, després del 1888, va ser rector del ric benefici de la ciutat All Hallows, al carrer Lombard. El 1873 va ser nomenat procurador de la Convocació del Capítol de Canterbury.
Es va casar el 1846 amb Louisa Chermside, filla de Sir Robert Alexander Chermside. Van celebrar les seves noces d'or el 1896.
El canonge Rawlinson va morir a la seva residència al recinte de la catedral, Canterbury, el 6 d'octubre de 1902.